# Calliphora antojuanae
Calliphora antojuanae este o specie de muște din genul Calliphora, familia Calliphoridae, descrisă de Mariluis în anul 1982. Conform Catalogue of Life specia Calliphora antojuanae nu are subspecii cunoscute.